# 松永道路
松永道路（まつながどうろ）は、広島県の福山市神村町から尾道市高須町に至る延長 7.1キロメートル (km) の国道2号バイパスである。国道2号の交通渋滞の緩和、交通安全の確保を目的として建設された。松永バイパスとも呼ばれる。

## 概要
福山市松永地区、尾道市東部内の国道2号現道の混雑緩和及び山陽自動車道と西瀬戸自動車道の連絡強化を目的としており、福山市今津町から尾道市高須町（福山西JCT - 西瀬戸尾道IC）間3.9 km は尾道福山自動車道に指定され、また神村町から今津町（神村ランプ - 福山西JCT）間3.2 km は地域高規格道路倉敷福山道路に指定されている。高速道路ナンバリングによる路線番号は、福山西JCT - 西瀬戸尾道IC間で西瀬戸自動車道（瀬戸内しまなみ海道）、今治小松自動車道とともに「E76」が割り振られている。

### 路線データ
- 起点 : 福山市神村町 （国道2号赤坂バイパスと接続）
- 終点 : 尾道市高須町 （E76 西瀬戸自動車道、国道2号尾道バイパスと接続）
- 延長 : 7.1 km

福山市神村町 - 福山市今津町 (2.5 km)
- 規格: 第3種第1級
- 設計速度 : 80 km/h
- 道路幅員
  - 土工部 : 25.0 m
  - トンネル部 : 20.5 m
- 車線幅員 : 3.5 m
- 車線数 : 4車線
- 最高速度 : 60 km/h

福山市今津町 - 尾道市高須町 (4.6 km)
- 規格 : 第1種第3級（自動車専用道路）
- 設計速度 : 80 km/h
- 道路幅員
  - 土工部 : 22.0 m
- 車線幅員 : 3.5 m
- 車線数 : 4車線
- 最高速度 : 60 km/h

## 歴史
1970年（昭和45年）に建設省（現在の国土交通省）が立案し、1972年（昭和47年）に事業決定。路線の途中には羽原、松永（当時）、西藤の3ランプと、山陽自動車道に連絡する福山西JCTを設けるという計画で進められたものの、沿線住民の反対で難航し、立案から用地買収までに時間を要した。用地買収は1977年（昭和52年）に高須地区（尾道市）から始まり、今津地区（福山市）、松永地区（福山市）と進み、反対が強かった西藤地区（尾道市）は1979年（昭和54年）になってから。立ち退き民家33戸、地権者500人超。

### 年表
- 1975年（昭和50年）2月18日 : 都市計画決定。
- 1978年度（昭和53年度） : 工事着手[5][6]。
- 1987年（昭和62年）6月27日 : 西藤IC - 高須IC（2.6 km）を暫定2車線供用。
- 1990年（平成2年）12月15日 : 神村ランプ - 西藤IC （4.5 km）を暫定2車線供用。これにより全線開通。
- 1991年（平成3年）3月20日 : 福山西IC供用開始。
- 1999年（平成11年）3月13日 : 福山西JCT - 高須IC （3.9 km）の4車線化および立体化された連結施設である西瀬戸尾道ICが完成。
- 2003年（平成15年）3月27日 : 今津ランプ - 福山西JCT （0.7 km）を4車線化。
- 2012年（平成24年） : 国の財政難などにより一時中断していた神村ランプ - 今津ランプ （2.5 km）の4車線化工事が再開[7]。
- 2014年（平成26年）
  - 9月11日 : 上り線の平（ひら）トンネルが貫通。これにより、すべてのトンネルが貫通[8][9]。
  - 10月28日 : 上り線の神村高架橋 (かむらこうかきょう) が連結。これにより、すべての橋が連結[10][11]。
- 2016年（平成28年）
  - 7月4日 : 神村ランプの通行形態変更に伴い、上り線の神村トンネルの暫定的な供用を開始[12][注釈 2]。
  - 9月12日 : 羽原ランプの通行形態変更に伴い、上り線の松本トンネルおよび平トンネルの暫定的な供用を開始[13][注釈 3]。
  - 11月28日 : 神村ランプ - 今津ランプにおける本線の通行形態変更により、この区間の上下線が分離（この時点では上下線ともに片側1車線。）[14]。
- 2017年（平成29年）
  - 2月27日 : 上り線全線が片側2車線での通行開始（この時点では下り線の神村ランプ - 今津ランプは片側1車線）[15]。
  - 3月26日 : 神村ランプ - 今津ランプ （2.5 km） を4車線化されこれを持って完成全線供用済み[6][16]。

## 路線状況

### 道路施設
- 今津PA（上り線 岡山方面）

#### トンネル
- 神村トンネル（430 m）
- 平トンネル（247 m）
- 松本トンネル（303 m）
- 高西トンネル（362 m）
- 高須トンネル（321 m）

#### 主な橋梁
- 神村高架橋 [10][11]
- 今津高架橋
- 高須高架橋

### 交通量
平日24時間交通量（台）
- 福山市神村町才ノ峠 : 41,422
- 福山市今津町長波 : 48,471

## 地理

### 通過する自治体
福山市 - 尾道市

### ランプおよびインターチェンジ
- 上側が起点側、下側が終点側。左側が上り側、右側が下り側。
- 福山市今津町 - 尾道市高須町が、自動車専用道路。
- 路線名の特記がないものは市道。

| 施設名                                 | 接続路線名                                            | 接続路線名                                            | 大阪から (km) | 所在地 |
| -------------------------------------- | ----------------------------------------------------- | ----------------------------------------------------- | ------------- | ------ |
| 国道2号（赤坂バイパス） 岡山・倉敷方面 |                                                       |                                                       |               |        |
| 神村ランプ                             | 県道54号福山尾道線                                    | 国道2号（現道）                                       | 239.4         | 福山市 |
| 羽原ランプ                             | 県道157号松永新市線                                   | 県道157号松永新市線                                   | 240.4         | 福山市 |
| 今津ランプ                             | 県道48号府中松永線                                    | 県道48号府中松永線                                    | 241.9         | 福山市 |
| 今津PA（上り線のみ）                   | -                                                     | -                                                     | 242.1         | 福山市 |
| 福山西JCT                              | E2 山陽自動車道 福山西IC                              | E2 山陽自動車道 福山西IC                              | 242.8         | 福山市 |
| 西藤IC                                 | 県道54号福山尾道線                                    | 県道54号福山尾道線                                    | 243.8         | 尾道市 |
| 高須IC                                 | E76 西瀬戸自動車道（瀬戸内しまなみ海道） 西瀬戸尾道IC | E76 西瀬戸自動車道（瀬戸内しまなみ海道） 西瀬戸尾道IC | 246.5         | 尾道市 |
| 高須IC                                 | 甲山方面                                              | 国道2号（尾道バイパス） 尾道市街方面                  | 246.5         | 尾道市 |
| 国道2号（尾道バイパス）広島・三原方面  |                                                       |                                                       |               |        |

### 当該道路の位置関係
（岡山・倉敷方面） - 赤坂バイパス - 松永道路 - 尾道バイパス - （広島・三原方面）